# Claude Bernard-Aubert
Claude Ogrel, dit Claude Bernard-Aubert, est un scénariste et réalisateur français, né le 26 mai 1930 à Durtal et mort le 25 juin 2018 au Mans.
À partir du milieu des années 1970, il réalise également de nombreux films pornographiques sous le pseudonyme de Burd Tranbaree.

## Biographie

### Carrière
Claude Bernard-Aubert est reporter de guerre en Indochine entre 1949 et 1954. Il utilise cette expérience pour réaliser son premier long-métrage, Patrouille de choc, menacé par la censure en raison de son réalisme à l'égard du conflit. Il rencontre les mêmes difficultés avec sa seconde réalisation, Les Tripes au soleil, qui traite du racisme et qui a attendu pendant deux ans une levée d'interdiction.
En 1972, il dirige Jean Gabin dans L'Affaire Dominici.
Au cours des années 1970 et jusqu'au début des années 1980, il travaille beaucoup pour le cinéma pornographique sous le pseudonyme de Burd Tranbaree. Il produit ses films avec sa société Shangrila Production en partenariat avec la société F.F.C.M./Alpha France de Francis Mischkind.
Il parvient néanmoins, au cours de cette période, à tourner quelques films plus ambitieux comme L'Aigle et la colombe ou Charlie Bravo. En 1984, il entreprend le tournage du film La Jonque chinoise avec Lino Ventura , interrompu faute d'argent, puis définitivement abandonné à la suite du décès de l'acteur.
Il signe sa dernière réalisation en 1990 avec une adaptation pour la télévision d'un roman de James Hadley Chase, Le Denier du colt.
Delphine Robic-Diaz, évoquant le travail de Claude Bernard-Aubert sur la guerre d'Indochine, écrit que le réalisateur se distingue comme un « cinéaste subversif, politiquement incorrect, voire volontiers scabreux ». En 1980, dans Le Monde diplomatique, Christian Zimmer avait exprimé un point de vue différent en commentant Charlie Bravo au moment de la sortie du film, le troisième que Claude Bernard-Aubert a consacré à la guerre d'Indochine. Selon lui, le film montrait bien tardivement une vérité fallacieusement subversive.

### Vie privée

#### Famille
Il fut l'époux d'Annick Guerineau.

#### Mort
Il meurt au Mans le 25 juin 2018, à l'âge de 88 ans. Ses obsèques se tiennent dans l'après-midi du 29 juin à la chambre funéraire Pellodi, à La Ferté-Bernard, suivies par son inhumation au cimetière de Durtal, en Maine-et-Loire.

## Filmographie

### Films signés Claude Bernard-Aubert
- 1957 : Patrouille de choc
- 1959 : Les Tripes au soleil
- 1960 : Match contre la mort
- 1961 : Les Lâches vivent d'espoir
- 1963 : A fleur de peau
- 1963 : À l'aube du troisième jour (ou Les Moutons de Praxos ou Poliorkia)
- 1966 : Le facteur s'en va-t-en guerre
- 1970 : L'Ardoise
- 1972 : Les Portes de feu
- 1973 : L'Affaire Dominici
- 1977 : L'Aigle et la Colombe
- 1978 : Les Filles du régiment
- 1980 : Charlie Bravo
- 1988 : Adieu, je t'aime
- 1990 : Le Denier du colt (ou Want to Stay Alive) (TV)

### Films signés Burd Tranbaree
Le pseudonyme Burd Tranbaree est également attaché à quelques films qui n'ont pas été réalisés par Claude Bernard-Aubert, notamment des importations américaines comme Easy (1978) d'Anthony Spinelli (La Prof d'anglais en France) ; Tangerine (1979) de Gary Graver (Adolescentes à louer en France) ; Hotline (1980) d'Anthony Spinelli (Fantasmes à la carte ou L'Amour à la carte en France) ; et Scent of Heather (1980) de Bill Milling (Les Soirées d'une épouse pervertie en France).
- 1976 : La Fessée ou les Mémoires de monsieur Léon maître-fesseur[10] ou Voluptés particulières en version soft)
- 1977 : Excès pornographiques (ou Perversion d'une jeune mariée)
- 1977 : Prouesses Porno (ou Hommes de joie pour femmes en chaleur ou Bourgeoises en chaleur)
- 1977 : Sarabande porno (ou Esclaves sexuelles sur catalogue[11])
- 1978 : Soumission (ou La Maison des phantasmes[11] ou Clarisse en version soft)
- 1978 : La Rabatteuse
- 1978 : Les Grandes Jouisseuses (ou Fièvres nocturnes[11] ou Nuits brûlantes en version soft)
- 1978 : Cuisses infernales
- 1978 : Veuves en chaleur
- 1978 : Les femmes des autres
- 1978 : Les Maîtresses
- 1979 : Maîtresses très particulières
- 1979 : Infirmières très spéciales
- 1979 : Les Suceuses (ou Infirmières à tout faire)
- 1979 : Parties chaudes (ou Les Délices de l'adultère)
- 1979 : Auto-stoppeuses en chaleur (ou Hitch Hikers in Heat ou Two at Once)
- 1979 : La Grande Mouille (Parties de chasse en Sologne[11] ou Chattes mouillées)
- 1979 : La Grande lèche (ou Les Esclaves sexuelles ou Plaisirs particuliers ou Flesh Fever ou Le Harem)
- 1979 : Caresses inavouables
- 1980 : Le Dévoyeur (ou Le Droit de Cuissage)
- 1980 : Minouche, fillette insatiable
- 1980 : Le Retour des veuves
- 1980 : Croisières pour couples en chaleur
- 1980 : Les Nymphomanes (ou Les Servantes perverses)
- 1980 : Les Parties carrées campagnarde
- 1980 : Secrétariat privé
- 1981 : Les Bas de soie noire
- 1981 : Garçonnières très spéciales[12] (ou Le Pied-à-terre)
- 1982 : Rêves de jeunes filles volages (ou Heiße Höschen[10] ou Petites culottes chaudes et mouillées[11])
- 1982 ; Les Femmes mariées
- 1983 : Couple libéré cherche compagne libérée
- 1983 : Initiation d'une femme mariée
- 1984 : Chambres d'amis très particulières